# Москалёв, Михаил Александрович
Михаи́л Алекса́ндрович Москалёв (род. 9 сентября 1970, Гродно, Гродненская область, БССР, СССР) — советский серийный убийца и насильник. В 1990 году совершил в городе Гродно два убийства и одну попытку изнасилования. Позже перебрался в Калужскую область, где совершил ещё ряд преступлений. 18 марта 1993 года приговорён Калужским областным судом к смертной казни. В 1999 году смертная казнь была заменена пожизненным лишением свободы.

## Биография

### Детство и юность
Михаил Москалёв родился в Белорусской ССР в городе Гродно 9 сентября 1970 года. Мать родила его в несовершеннолетнем возрасте и растила без мужа. Москалёв в возрасте 17 лет в ответ на замечание соседки вырвал у неё из рук котёнка и убил его ударом об стену. Затем он набросился на женщину с кулаками. В 1987 году был приговорён к трём годам колонии условно за хулиганство. Позже женился, у него родился ребёнок, но отношения с женой не сложились, так как он систематически её избивал.

### Убийства
Первое убийство Москалёв совершил в августе 1990 года в общежитии обувной фабрики города Гродно. Москалёв задушил 25-летнюю Татьяну руками, а затем инсценировал самоубийство при помощи провода от утюга. Тело обнаружили лишь спустя много часов из-за плача её 2-летнего сына. Москалев сразу попал в поле зрения следствия. Но ему чудом удалось ввести следствие в заблуждение. Москалёв свалил вину на другого человека, отвертелся от всех уловок следствия[неизвестный термин] и в конце августа того же 1990 года был освобождён из-под стражи. Поскольку половой акт и кровоподтёки нельзя было отрицать, Москалёв объяснил это тем, что потерпевшая была мазохисткой, сама просила «бить её для получения большего сексуального удовольствия».
5 сентября 1990 года он напал на другую девушку с целью изнасилования и убийства. Однако её спасли случайные прохожие. Москалёву удалось скрыться, но потерпевшая хорошо запомнила приметы нападавшего.
Следующее убийство он совершил на крыше своего дома — задушил и ударил ножом в грудь 15-летнюю Иру Кулакову, окровавленный нож и одежду спрятал в подвале. Её тело обнаружили 1 октября. В то же утро Москалёв сел на поезд и уехал в Обнинск.

### Арест, следствие и суд
Москалёв случайно познакомился с пожарным Широковским в привокзальном буфете города Калуги, назвавшись туристом. Широковский пригласил Москалёва к себе домой в Обнинск для распития спиртных напитков в компании друзей. Когда все гости ушли, к Широковскому пришла его знакомая. Они уединились в одной из комнат. Москалёв через некоторое время стал рваться туда. Едва хозяин открыл дверь, как Москалёв вытолкал его к ванной комнате и стал душить сзади руками, а потом ударил в грудь ножом, взятым с кухни. Далее Москалёв, угрожая ножом, изнасиловал знакомую Широковского. Сам же Широковский в это время сбежал и отправился в милицию. Потом Москалёв выволок девушку на улицу, однако по пути к железнодорожной станции был задержан милицией в подземном переходе.
В Обнинске у убийцы нашли «Малый атлас СССР». О принадлежности его Москалёву неопровержимо говорили записи на свободных от текста местах и многое другое. На картах рукой Москалёва были проложены линии маршрутов, а возле названий населённых пунктов (Гродно, Ивье, Барановичи, Ошмяны и т. д.) стояли большие и малые кресты. Был такой крест и на Калуге. А между Калугой и Обнинском маньяк изобразил могилу. На допросах установили только, что в некоторых отмеченных городах Москалёв был в командировках. Советский Союз к тому времени развалился, и у следователей не было желания проверять эти сведения. Во время следствия жена Москалёва подала на развод. Несмотря на то, что самые тяжкие преступления Москалёв совершил на территории Белоруссии, судили его в России. 18 марта 1993 года он был приговорён Калужским областным судом к смертной казни. В 1999 году смертная казнь была заменена пожизненным лишением свободы. Был отправлен отбывать наказание в Мордовскую зону, в колонии увлёкся религией, писал стихи на христианскую тематику, позднее был переведён в Торбеевский централ. В 2014 году жители Гродно активно обсуждали на интернет-форумах перспективы возвращения в город маньяка, однако в 2015 году Москалёв не освободился.

## В массовой культуре
- Документальный фильм «Паук» из цикла «Следствие вели» (2012)[4]
- Документальный фильм «Тебя найдут мёртвой» из цикла «Легенды советского сыска» (2014)[7]